# Reinaldo Ferreira (filho)
Reinaldo Edgar de Azevedo e Silva Ferreira (Barcelona, 20 de março de 1922 — Lourenço Marques, 30 de junho de 1959) foi um poeta português que realizou toda a sua obra em Moçambique.

## Biografia
Filho do célebre Repórter X, Reinaldo Edgar de Azevedo e Silva Ferreira, nasceu no dia 20 de Março de 1922, em Barcelona. 
Reinaldo Ferreira chega a Lourenço Marques em 1941, finaliza o 7.º ano do liceu e ingressa como aspirante no Quadro Administrativo da Colónia, tendo subido até Chefe de Posto.  
Os primeiros poemas começam a ser publicados nos jornais locais ou em revistas de artes e letras. Adapta para a rádio peças de teatro e, mais tarde, colabora no teatro de revista. Autor da letra de canções ligeiras, entre as quais Kanimambo, Uma Casa Portuguesa e Piripiri. Os seus poemas foram cantados por vários nomes da música portuguesa, entre eles: Amália, Amélia Muge,  Adriano Correia de Oliveira, Fausto, José Afonso, Manuel Freire e Valete. 
Em 1959 é-lhe detectado cancro do pulmão e morre em junho desse ano. 
Não editou nenhum livro em vida, mas em 1960 é publicado Poemas, uma coletânea dos seus poemas. 
António José Saraiva e Óscar Lopes compararam-no ao poeta Fernando Pessoa, realçando «o mesmo sentir pensado, a mesma disponibilidade imensamente céptica e fingidora de crenças, recordações ou afectos, o mesmo gosto amargo de assumir todas as formas de negatividade ou avesso lógico».

## Reconhecimento
É autor do poema Menina dos Olhos Tristes, um dos poemas escolhidos para integrar a Antologia da Memória Poética da Guerra Colonial, um projecto desenvolvido na Universidade de Coimbra, pelo Centro de Estudos Sociais (CES). 
O mesmo poema Menina dos Olhos Tristes, para o qual Luís Cília compôs uma música, que é uma das 150 canções, que constam na antologia, As Palavras das Canções, organizada por João Calixto, editada com o apoio da Sociedade Portuguesa de Autores. 
É autor as letras das canções Kanimambo, Uma Casa Portuguesa e Piripiri. Os seus poemas foram cantados por vários nomes da música portuguesa, entre eles: Amália, Amélia Muge, Adriano Correia de Oliveira, Fausto, José Afonso, Manuel Freire, Mariza,  e Valete. 

## Obras
- Poemas (único livro, publicado postumamente): [5][1]
  - 1ª edição em1960, Imprensa Nacional de Moçambique, Lourenço Marques
  - 2ª edição em 1962, pela Portugália em Lisboa, com prefácio de José Régio [10]
  - 3ª edição em 1998, pelas Edições Vega de Assírio Bacelar, em Lisboa, com prefácio de Guilherme Melo